# سلوبودان رايكوفيتش
سلوبودان رايكوفيتش (بالصربية: Слободан Рајковић) وهي لاعب كرة قدم صربي ولد في يوم 3 فبراير 1989 في مدينة بلغراد في يوغوسلافيا يلعب هذا اللاعب في مركز قلب الدفاع ويلعب حاليا مع نادي هامبورغ الرياضي ولعب في السابق مع نادي تشيلسي الإنكليزي، كما أنه لعب مع المنتخب الصربي ل14 مباراة دولية.

## روابط خارجية
- سلوبودان رايكوفيتش على موقع الاتحاد الدولي (مؤرشف)  (الإنجليزية)
- سلوبودان رايكوفيتش على موقع الاتحاد الأوربي (الإنجليزية)
- سلوبودان رايكوفيتش على موقع قاعدة بيانات كرة القدم.إي يو (الإنجليزية)
- سلوبودان رايكوفيتش على موقع بيانات كرة القدم. دي إي (الألمانية)
- سلوبودان رايكوفيتش على موقع ناشيونال فوتبول تيمز (الإنجليزية)
- سلوبودان رايكوفيتش على موقع Soccerbase.com (لاعب) (الإنجليزية)
- سلوبودان رايكوفيتش على موقع Soccerway.com (الإنجليزية)
- سلوبودان رايكوفيتش على موقع عالم كرة القدم.نت (الإنجليزية)
- سلوبودان رايكوفيتش على موقع كووورة
- سلوبودان رايكوفيتش على موقع أوليمبيديا (الإنجليزية)